# Петрич (село)
Вижте пояснителната страница за други значения на Петрич.
Петрѝч е село в Западна България, Софийска област, Община Златица.
Разположено е на река Тополница, между Същинска и Ихтиманска Средна гора. Отдалечено  от София е на 62-63 километра. Районът е богат на скали и минерали.

## Име
За разлика от едноименния град Пѐтрич, името на селото се произнася с ударение на последната сричка. Макар и по-рядко, селото също може да бъде объркано с разположеното край Костинброд Петъ̀рч. От 1950 до 1966 г. селото е носило името Средногорец.
Прието е, че името се основава на 5-те реки, които преминават през селото, вливайки се една в друга. Според друга история името произлиза от πέτρα (петра) - камък, скала на гръцки.

## География
Село Петрич се намира в планински район, в Ихтиманска Средна гора. Като част от селото е махала Бодят, разположена на няколко километра от него. В миналото махалите са били доста повече като: Белега, Ангелови кошари, Върлина, Чебъра, Фартуните и др.
През селото минава река Тополница, а в нея се вливат по-малки рекички с локално значение: Мирковска, Смолска, Каменишка и Долъ. Предполага се, че това петречие е дало името на селото.

## История
В района на селото има останки от епохата на Второто българско царство.
Според „Справочник за селища в Северна Тракия“ през 1516/18 г. в село Петрич са регистрирани 83 християнски домакинства, шестима неженени християни и 9 вдовишки семейства, общността има свещеник. Общият приход от населението е в размер на 7022 акчета, формиран от данъчно облагане върху доход от пшеница, ечемик, кошери, коноп, свине, воденици, валявици, вино, плодове и др. В същата година в селото са записани и 4 ханета войнуци. Османски опис (ichmal defteri) на казата Татар Пазарь (Пазарджик), съставен през 1530 г. представя селото като тимарско. В обяснителната записка към този опис селото е описано като „страшно и обградено място“. Споменава се в османски регистри от 1640 г., съставени във връзка със събирането на ежегодния годишен данък джизие. Край селото има местност наречена „Вран камък“. Според Петър Карапетров през втората половина на XVII в. Петрич се намирал в м. „Селището“ на ок. 2 км на юг от днешното си местоположение.
По време на Априлското въстание от 1876 г. първата и единствена победна битка на Хвърковатата чета на Бенковски е спечелена в с. Петрѝч. На 23 април 1876 година в селото пристига Георги Бенковски със своята Хвърковата чета. Петричани, подпомогнати от селяни от Смолско и Каменица, геройски отбиват въоръжения турски башибозук и войска. В крайна сметка четата заминава спешно при въстаниците на връх Еледжик и останалите бунтовници не успяват да спасят селото. В сраженията загиват 172 въстаници, а десетки други са хванати и изпратени на заточение.
Ежегодно се провежда тържествена заря на паметника на селото, който представлява отрязана камбана, символизираща претопяване на камбаните за изготвяне на куршуми за въстаниците.
Васил Левски организира революционен комитет в селото. При едно от неговите посещения е имало хайка на заптиета. Сградата, в която се е крил Левски, съществува. Той скочил през прозорец в река Тополница и така избягал.
След преминаването на Хвърковатата чета на Бенковски, идва редовната турска войска. Хората от селото се скриват в местността, в която имало пещера. Прасе слезнало до реката да пие вода, турците го видели, влезли в пещерата и заклали българите. Днес никой не знае къде точно се намира тя.
Според Берлинския мирен договор границата между Княжество България и Източна Румелия минава по билото на Стара планина, от там между Пирдоп и Душанци по река Тополница до село Петрич и от там между Вакарел и Ихтиман и т.н.

## Забележителности
- Паметник на единствената победна битка на Хвърковатата чета
- Паметник на загиналите офицери от Руската армия в местността Мурта
- Църква „Свети Георги“
- До края на ХХ век, преди да бъде открадната, тук се използва най-старата църковна камбана в Софийски окръг. Тя е била с много ясен звук и десетилетия наред е събирала хората от съседните махали.
- Братска могила на падналите през Освободителната война руски воини от 1877 година
- Паметник на жертвите през Отечествената война 1944–1945 година
- Седем паметни плочи на Априлци
- Лечебница на лейди Странгфорд
- Музей на Априлското въстание в сградата на училището
- Камбаната – символ на Априлското въстание и най-масивният паметник в района, висока приблизително 12 m
- пещера „Меча дупка“
- Кръстатия камък – скала на връх св. Никола над селото
- Вран камък – култов обект, светилище

## Редовни събития
- Честване на Априлското въстание (началото на май) – в селото се извършва тържествена заря и се държи реч на паметника Камбана.
- панаири – 2 пъти в годината: пролетен – първата неделя след Гергьовден (6 май) и есенен – първата неделя след „Св. Арахангел Михаил“ (8 ноември, Димитровден по стар сил).
- Кушията – състезание с коне и каруци на Тодоровден.
- Йордановден – хвърля се кръст в реката.
- Лазаровден – лазарки обикалят из селото и пеят песни. В миналото на Лазаровден момците от селото са поисквали ръката на своята избраница.
- Сирни заговезни – събират се кукери, обикалят улиците и къщите и гонят злите духове, а вечер се палят големи огньове.

## Личности
Родени в Петрич
- Иван Димитров (1875 - ?), участник в Илинденско-Преображенското въстание в Одринско с четата на Кръстьо Българията[6]
- Никола Юруков (1869 – 1927), български революционер от ВМРО
- Нено Гугов – български търговец, общественик, революционер, един от активните организатори и участници в Априлското въстание

## Галерия
- Снимки от село Петрич
- Камбаната – паметник на жертвите на Априлското въстание; арх. Александър Баров
- Църквата „Свети Георги“ (1857)
- Братската могила
- Паметник на жертвите в Балканската война и Междусъюзническата война